# Petite-Rosselle

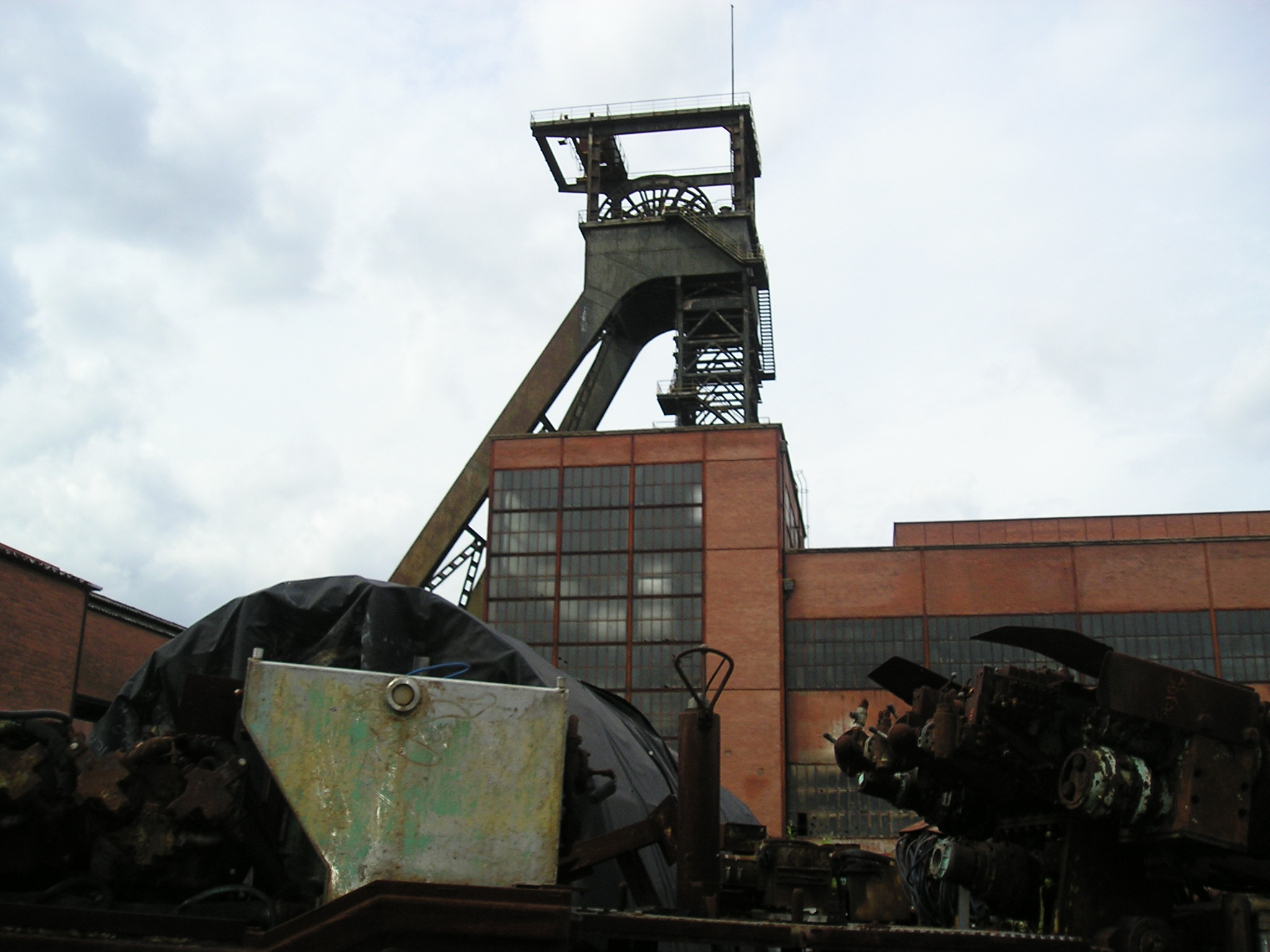
Förderturm

Petite-Rosselle (deutsch Kleinrosseln) ist eine französische Gemeinde mit 6176 Einwohnern (Stand 1. Januar 2022) im Département Moselle in der Region Grand Est (bis 2016 Lothringen). Sie gehört zum Arrondissement Forbach-Boulay-Moselle. Die Einwohner von Petite-Rosselle nennen sich Rossellois.

## Geographie
Die Ortschaft  liegt in Lothringen  am rechten Ufer der Rossel, eines linksseitigen Zuflusses der Saar, direkt an der Grenze zu Deutschland. Nachbarort von Petite-Rosselle auf der deutschen Seite der Grenze ist Großrosseln im Saarland. Beide Orte gehören zum Warndt, dem grenzübergreifenden Waldgebiet in Saarland und Lothringen.
Zu Petite-Rosselle gehören die Wohnsiedlungen Cité Gargan (dt. Garganshofen), Cité Minière Wendel Nord (Neu-Wendelshofen), Saint-Charles (Sankt Carl) und Vieille-Verrerie (Alte Glashütte).

## Geschichte
Der Ort teilt die ältere Geschichte mit dem Nachbarort Großrosseln. Die Gemeinde Rosseln an der Rossel wurde 1290 erwähnt. 1326 wird ein Huberossel erwähnt, das man mit Kleinrosseln in Verbindung bringt. 
Die Schrägbalken im Stadtwappen erinnern an die Familie Gargan, die am Anfang der Entwicklung der Zechen steht, die Grubenlampe symbolisiert die lange Bergbautradition.
Durch den Frieden von Frankfurt vom 10. Mai 1871 kam die Region mit dem Ort an Deutschland. Kleinrosseln gehörte bis 1919 zum Kreis Forbach, Bezirk Lothringen, im Reichsland Elsaß-Lothringen und ging nach dem Ersten Weltkrieg aufgrund der Bestimmungen des Versailler Vertrags wieder an Frankreich zurück.

### Bevölkerungsentwicklung
| Jahr      | 1962 | 1968 | 1975 | 1982 | 1990 | 1999 | 2007 | 2019 |
| Einwohner | 7618 | 8301 | 7794 | 7160 | 6944 | 6785 | 6628 | 6298 |

## Wirtschaft

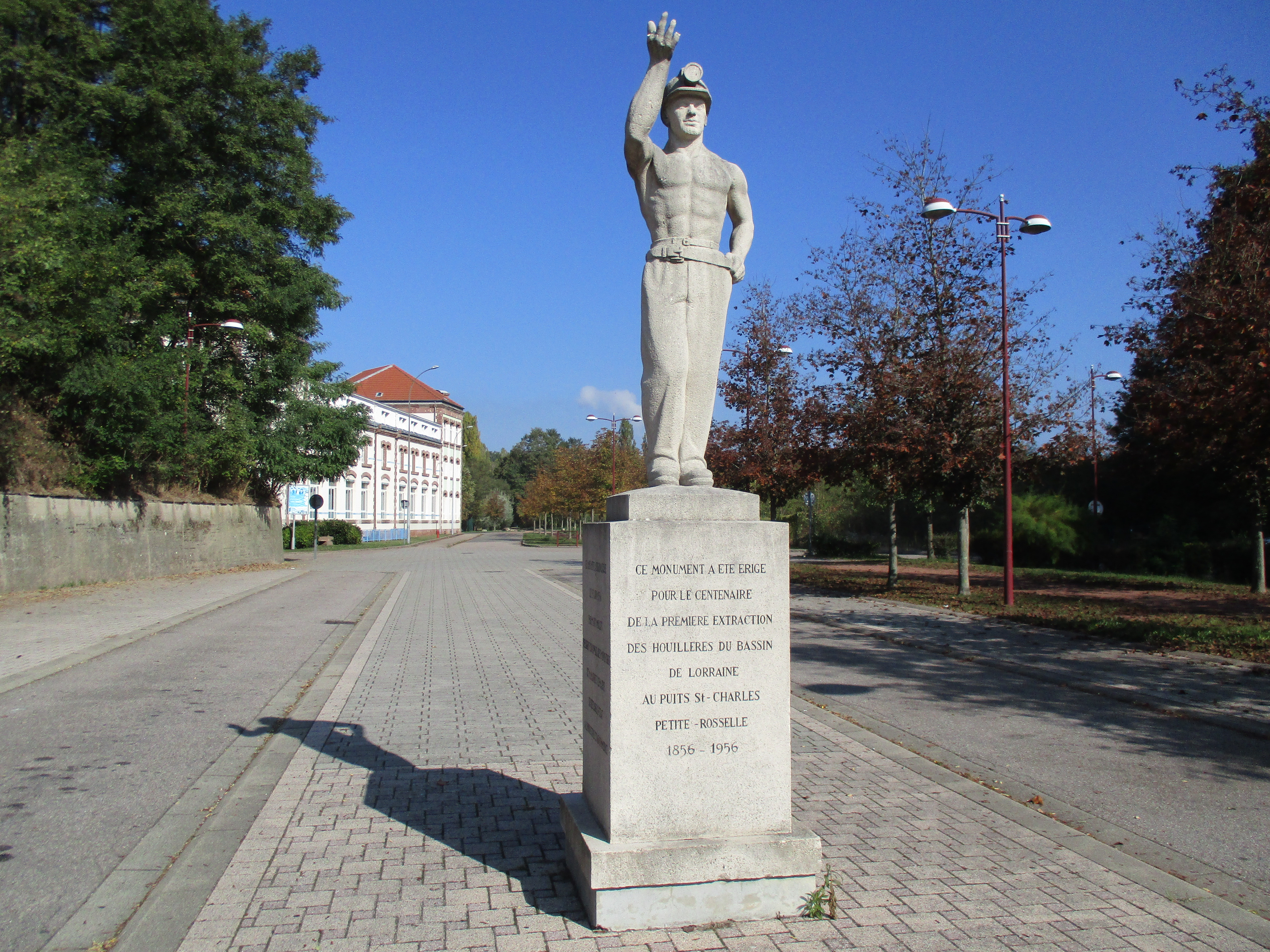
Bergmannsskulptur

Seit 1856 bildete der Steinkohleabbau das wirtschaftliche Fundament der Region Saarland-Lothringen, auch Petite-Rosselle war vom Bergbau abhängig. Heute sind jedoch alle Bergwerksaktivitäten eingestellt.

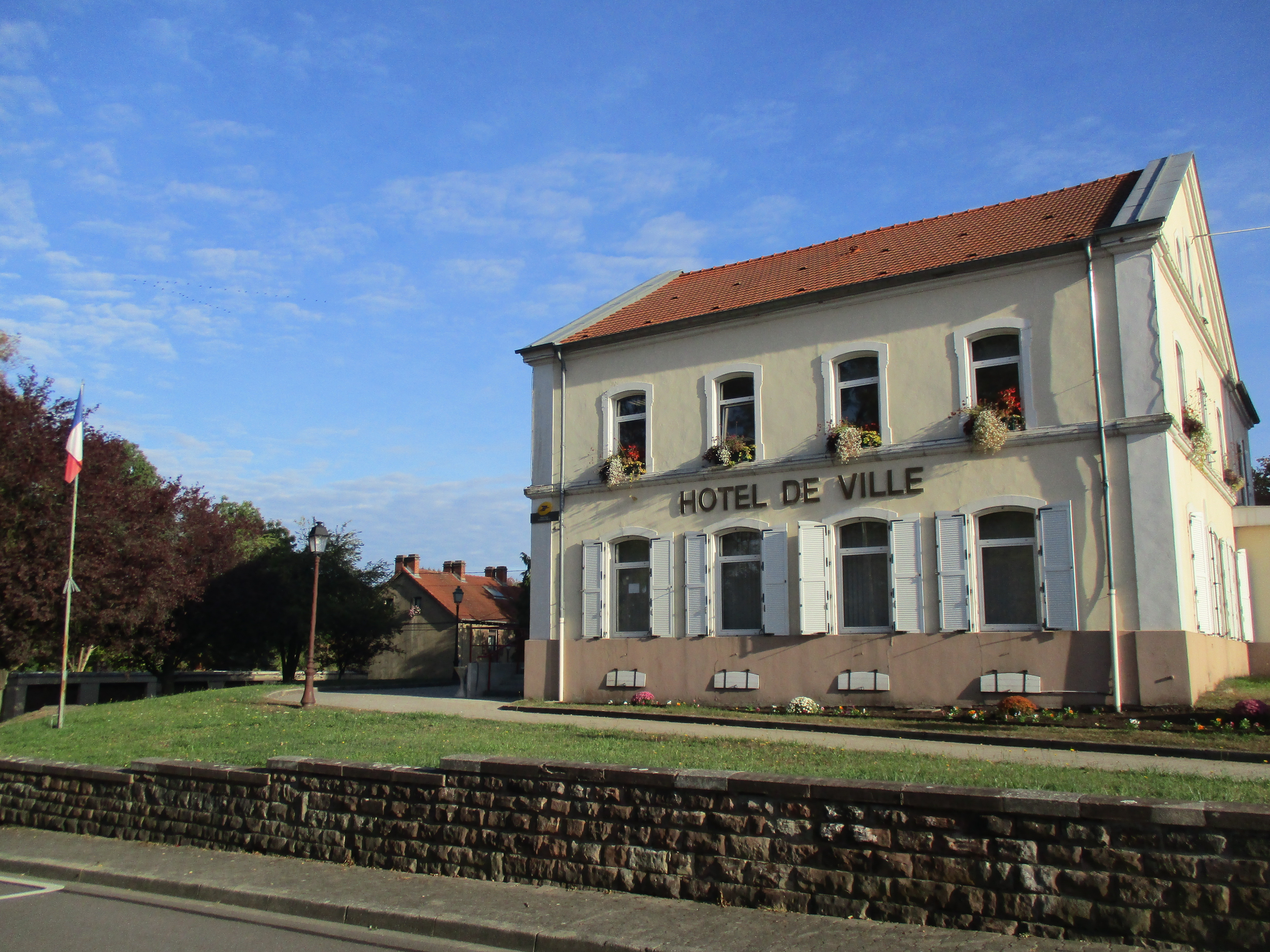
Rathaus (Hôtel de ville)

## Partnergemeinden
- Spresiano, Italien
- Mouthiers-sur-Boëme, Charente, Frankreich
- Großrosseln, Saarland, Deutschland

## Freizeit und Tourismus
Im Jahr 2006 wurde in Petite-Rosselle auf dem Gelände der ehemaligen Gruben Wendel und Vuillemin das größte Schaubergwerk Frankreichs La Mine, musée du carreau Wendel eröffnet. Das Projekt wurde durch das Département Moselle, die EU, die Kohlegesellschaft Charbonnage de France und einen Zweckverband mit den Gemeinden Forbach und Freyming-Merlebach finanziert.

## Persönlichkeiten
- Bernardo Fey Schneider CSsR (1910–1989), Ordensgeistlicher, Bischof in Bolivien

## Belege
1. 1 2 3 4  DDZ: Meßtischblatt 3548 : Saarbrücken, 1934. 1934, abgerufen am 29. April 2025.
2. ↑  Wappenbeschreibung auf genealogie-lorraine.fr (französisch)